# Nemoscolus elongatus
Nemoscolus elongatus là một loài nhện trong họ Araneidae.
Loài này thuộc chi Nemoscolus. Nemoscolus elongatus được George Newbold Lawrence miêu tả năm 1947.